# Lycosa hispanica
La tarántula ibérica (Lycosa hispanica) es una gran araña araneomorfa de la familia Lycosidae.

## Hábitat

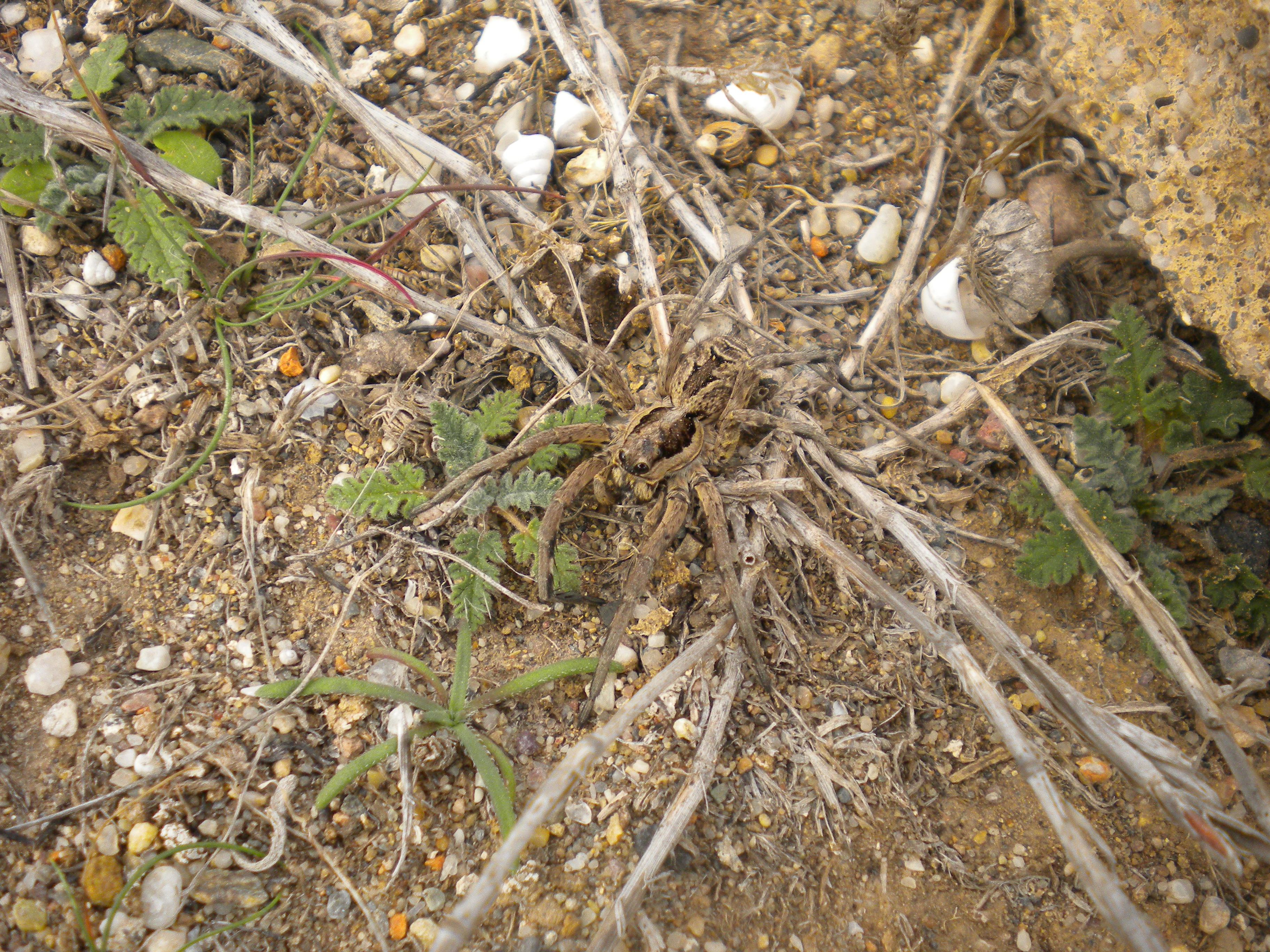
Lycosa hispanica en Almería, España.

Común en lugares secos y pedregosos de la península ibérica, como maquias, espartales, bordes de caminos, etc., por lo general en ambientes mediterráneos. Animal nocturno que se alimenta de invertebrados pequeños. Practica el canibalismo.

## Sistemática
La tarántula ibérica se consideraba una subespecie de la tarántula mediterránea (Lycosa tarantula) pero recientes investigaciones (2013) han demostrado que se  debe considerar como una especie distinta.